# 여자는 어디에 머무는가
《여자는 어디에 머무는가》는 1997년 3월 3일부터 1997년 7월 5일까지 방영된 한국방송공사 2TV 아침드라마로, 남편과 사별한 한 여자가 주인공으로 고부간의 갈등보다는 따뜻한 이해와 사랑이 깔린 관계를 극의 중심으로 놓고, 주인공과 죽음 남편의 친구와의 새로운 사랑을 이루는 과정을 그렸다.

## 등장 인물
- 나영희 : 영애 역
- 정동환 : 민수 역
- 김윤경 : 영애의 시어머니 역
- 박원숙
- 최상훈
- 이미지
- 조민희
- 강지훈
- 정하완
- 김나운
- 박선영
- 서권순
- 김연주
- 강경헌
- 손종범
- 변은정
- 김원배
- 김승용
- 송희남
- 강신조
- 하다솜
- 이원발
- 이문희